# Consejo del Mercado Común
El Consejo Mercado Común (CMC) es el órgano superior del Mercosur y el que adopta las decisiones de mayor importancia. Está integrado por los Ministros de Relaciones Exteriores y los Ministros de Economía de los países miembros.

## Historia
El CMC fue creado por el Tratado de Asunción (artículos 9 a 11), pero adoptó su actual estructura y funciones por el Protocolo de Ouro Preto (artículos 1 a 8).

## Competencia

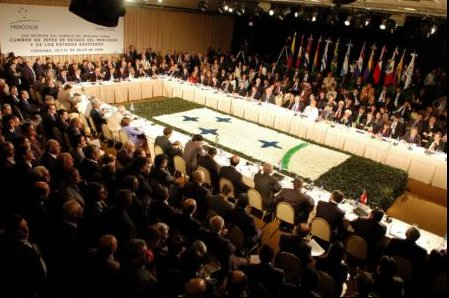
Cumbre del Mercosur, 2006.

El CMC es el órgano político del Mercosur, el responsable de alcanzar a constituir el mercado común en los plazos contemplados y quien elige al Presidente de la Comisión de Representantes Permanentes del Mercosur (CRPM).
Es uno de los tres órganos decisorios del Mercosur (los otros dos son el Grupo Mercado Común y la Comisión de Comercio del Mercosur). Sus normas se denominan Decisiones y son de aplicación obligatoria en los países miembros. Como todas las normas que se establecen en el Mercosur, las decisiones deben realizarse por consenso de todos los países miembros y sin que falte ninguno (art. 37 del Protocolo de Ouro Preto).
El CMC puede, y lo hace habitualmente, convocar Reuniones de Ministros del Mercosur (RMM), para tratar temas puntuales de cada área y finalmente producir recomendaciones directas al CMC, que finalmente puedan ser aprobadas como Decisiones.
Es al CMC a quien le corresponde establecer o modificar las alícuotas arancelarias de los diferentes items del arancel externo común, es decir es el organismo que establece cuanto debe pagar un producto hecho en otros países para poder ingresar a los países que integran el Mercosur.
El Consejo puede crear nuevos órganos auxiliares del Mercosur (Protocolo de Ouro Preto, art. 1, párrafo único). En uso de esa facultad ha creado la Comisión de Representantes Permanentes del Mercosur, la Comisión Sociolaboral, el Grupo de Alto Nivel de Empleo (GANE), el Observatorio Laboral, entre otros.

## Integración
El Consejo Mercado Común está integrado por los Ministros de Relaciones Exteriores y los Ministros de Economía de cada país. Por lo tanto, con la composición del Mercosur en 2006, lo integran diez miembros, dos por país. En las reuniones del Consejo participa también el presidente de la Comisión de Representantes Permanentes del Mercosur (CRPM). El CMC puede también invitar a otros funcionarios de rango ministerial a participar de las reuniones. 
El Consejo tiene un presidente, que debe rotar entre los estados cada seis meses siguiendo el orden alfabético. En el segundo semestre de 2006 la presidencia la correspondía a Brasil.

## Funcionamiento
El Consejo debe reunirse al menos una vez cada seis meses. Se ha establecido como una práctica la reunión del CMC en julio y diciembre de cada año.
Las decisiones, como todas las decisiones que se toman en el Mercosur deben realizarse por consenso de todos los países miembros y sin que falte ninguno (art. 37 del Protocolo de Ouro Preto).

## Integrantes

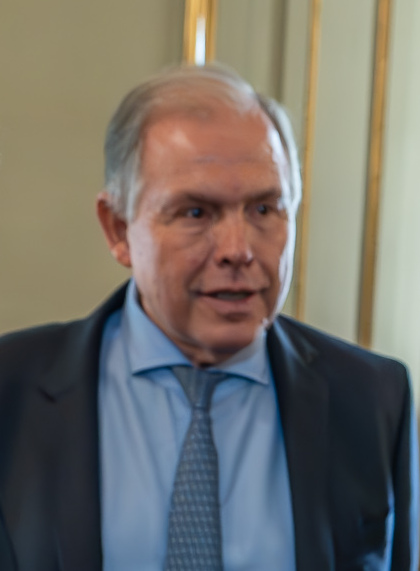
Ministro de Relaciones Exteriores Gerardo Werthein
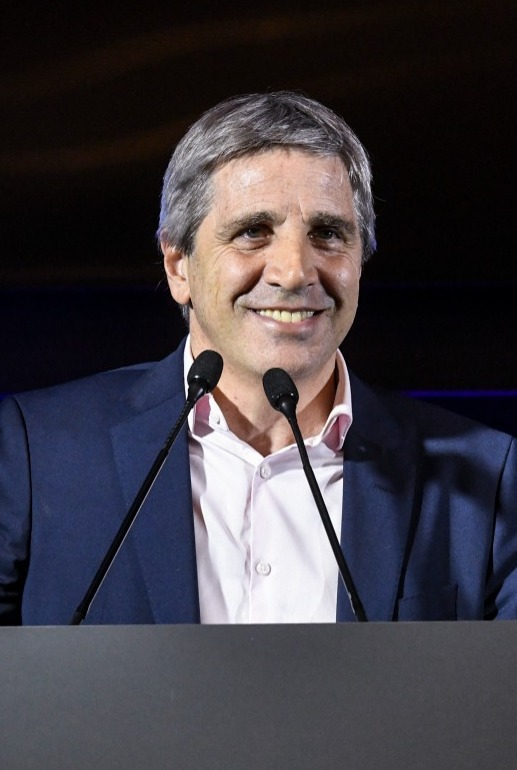
Ministro de Economía Luis Caputo
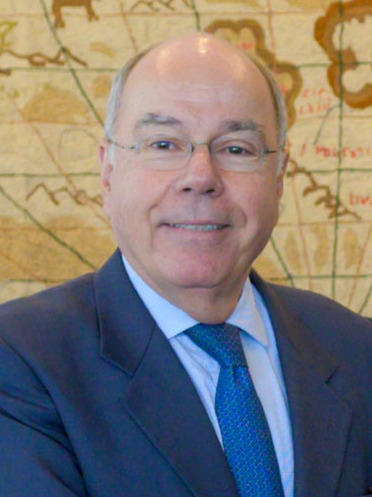
Ministro de Relaciones Exteriores Mauro Vieira
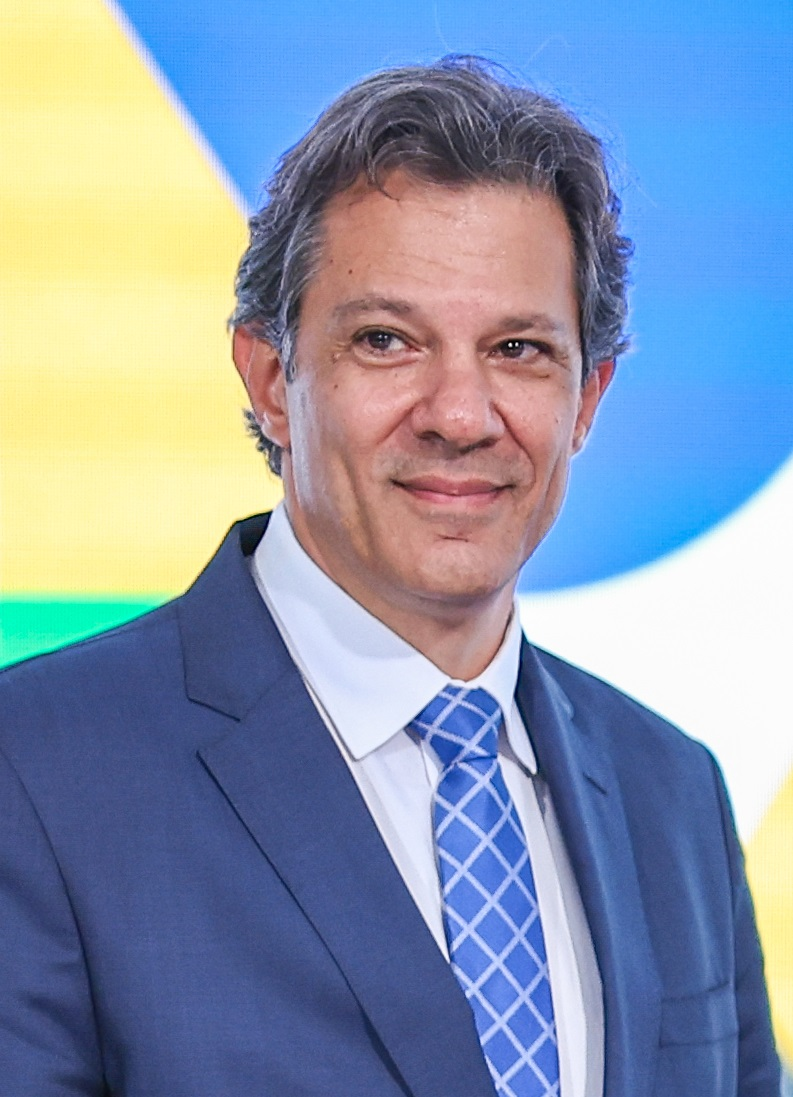
Ministro de Economía Fernando Haddad
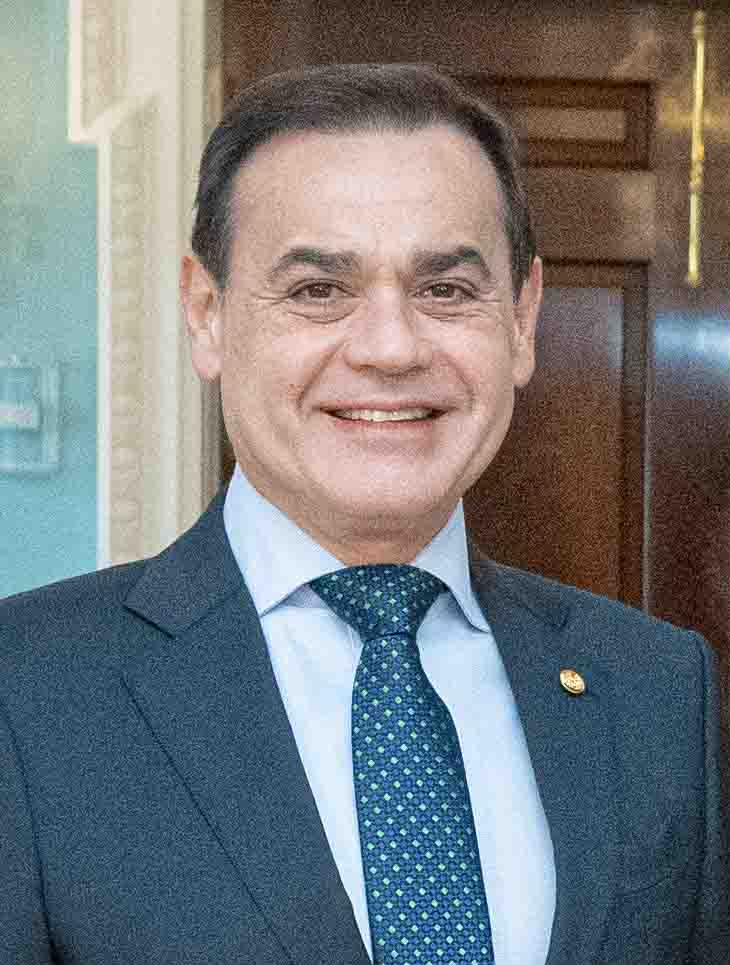
Ministro de Relaciones Exteriores Rubén Ramírez Lezcano
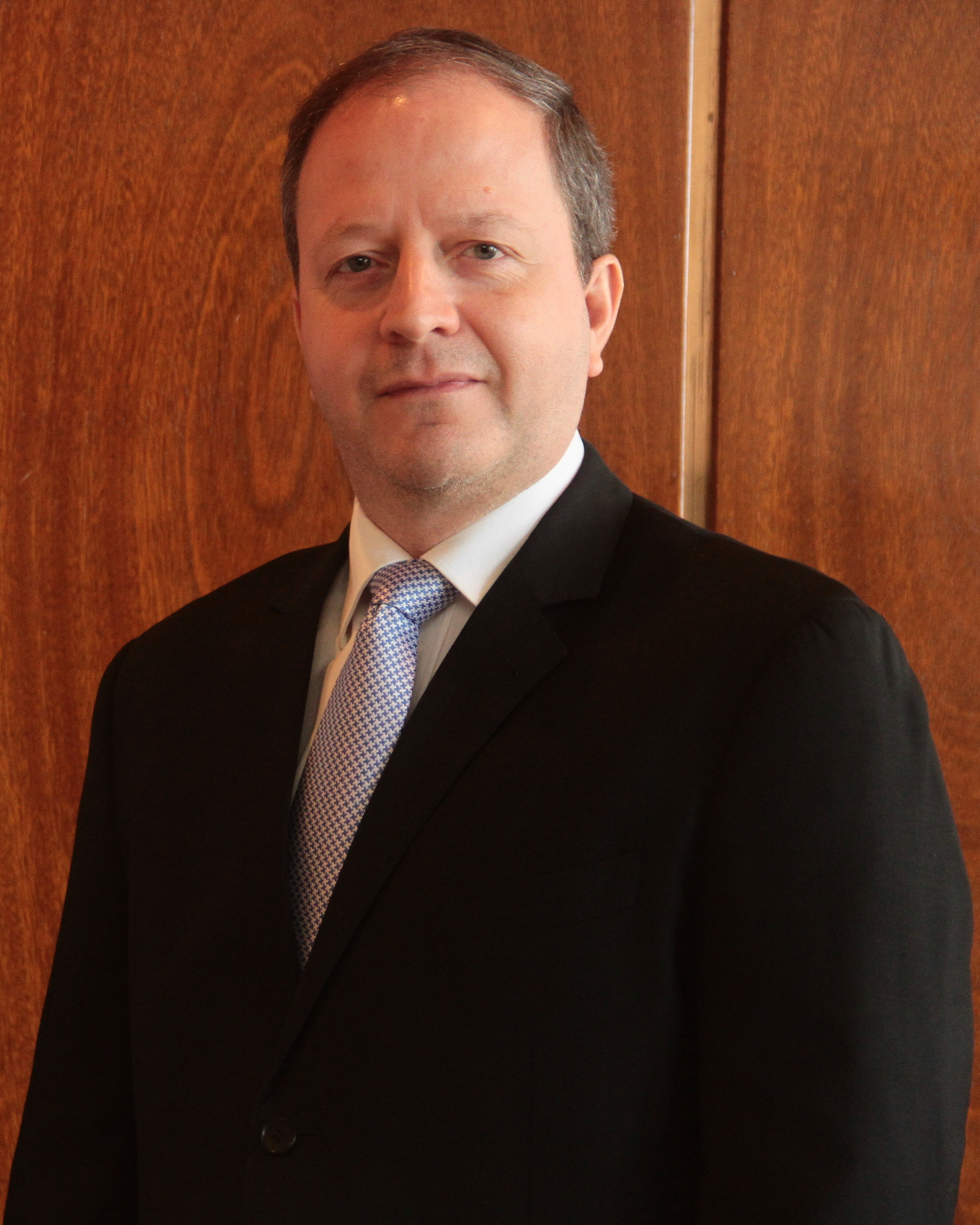
Ministro de Economía Carlos Fernández Valdovinos
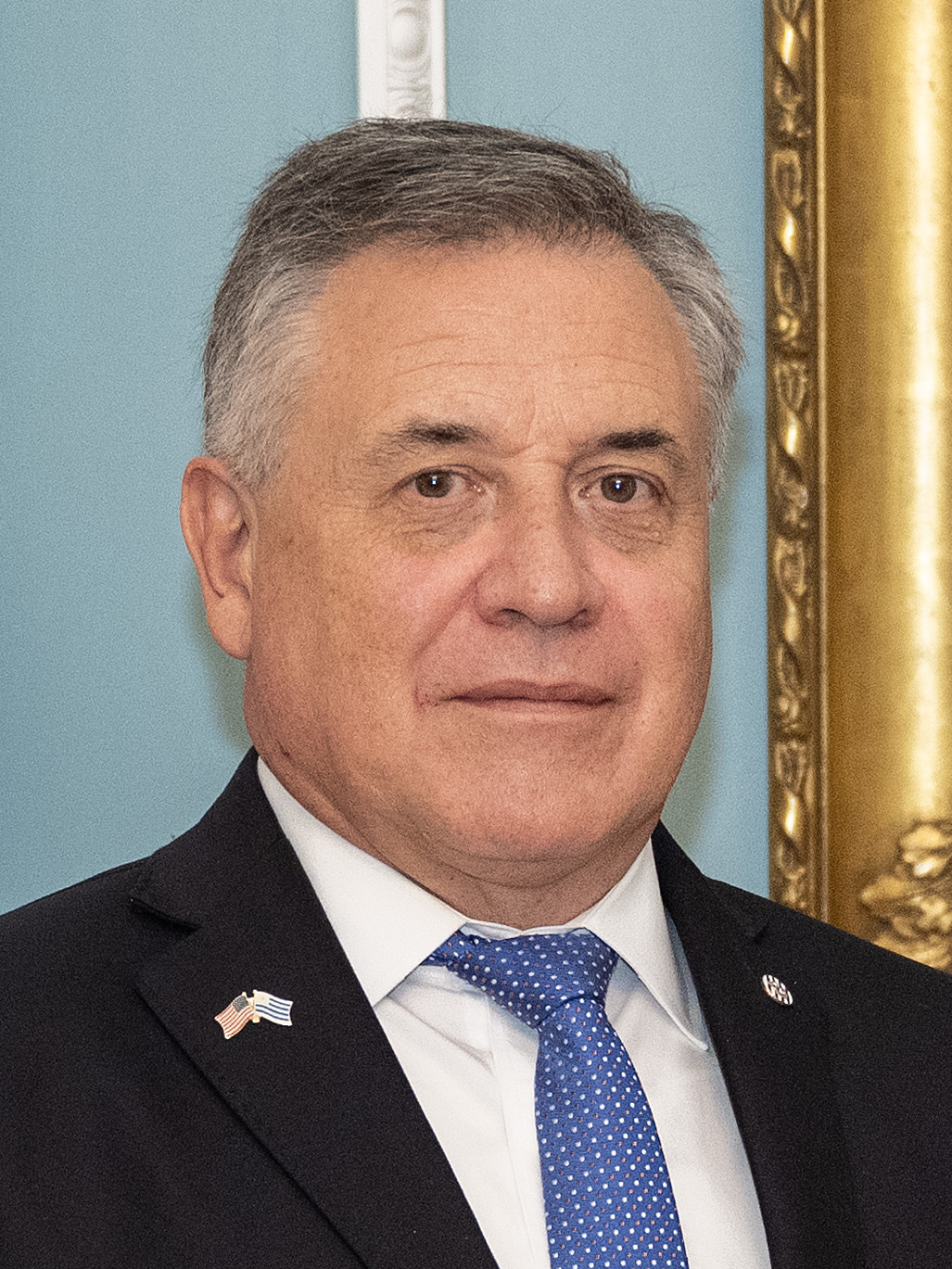
Ministro de Relaciones Exteriores Omar Paganini
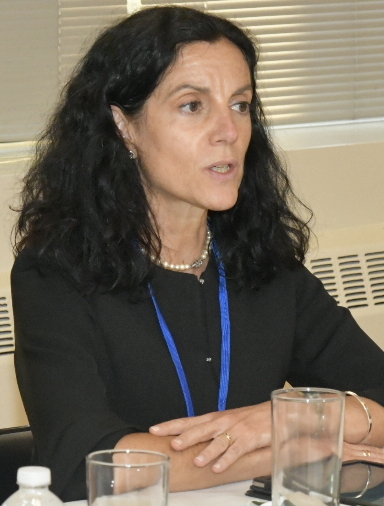
Ministra de Economía Azucena Arbeleche